# Campeonato Ecuatoriano de Fútbol
De Campeonato Ecuatoriano de Fútbol is de nationale voetbalcompetitie van Ecuador die wordt georganiseerd door de Federación Ecuatoriana de Fútbol. Het is een competitie die sinds 1957, met uitzondering van 1958 en 1959, jaarlijks wordt georganiseerd. De competitie draagt de naam Liga Pro Banco Pichincha, genoemd naar de sponsor Banco Pichincha. In 2021 werd de competitie door de IFFHS uitgeroepen tot nummer achttien van sterkste nationale competities ter wereld en de vijfde sterkste van Zuid-Amerika.

## Systeem
Er nemen twaalf (tot 2008 tien) clubs deel aan de Serie A van het Campeonato Ecuatoriano de Fútbol. De competitie bestaat uit drie delen:
- In het eerste deel, tussen februari en juni wordt door de twaalf deelnemende teams een hele competitie afgewerkt. De teams die eerste, tweede en derde eindigen plaatsen zich voor de Liguilla Final (finale) en krijgen respectievelijk 3, 2 en 1 bonuspunten mee.
- In het tweede deel, tussen juli en oktober wordt opnieuw een hele competitie afgewerkt. Ook nu plaatsen de teams die eerste, tweede en derde eindigen zich voor de Liguilla Final en krijgen ze respectievelijk 3, 2 en 1 bonuspunten mee.
- In het derde deel, de Liguila Final strijden de zes beste teams om het kampioenschap, waarbij de bonuspunten verdiend in de eerste twee delen worden meegeteld in de eindrangschikking. Het team dat bovenaan eindigt mag zich kampioen noemen.

De twee teams die als laatste eindigen degraderen aan het eind van het seizoen naar de Serie B en de twee teams die boven in de Serie B eindigen promoveren naar de Serie A. Daarnaast plaatsen de eerste twee of drie teams zich elk jaar voor de Copa Libertadores.
In 2005 was er een eenmalige competitie die uit twee delen bestond, de Apertura (Opening, eerste seizoenshelft) en de Clausura (Sluiting, tweede seizoenshelft). In 2006 werd teruggegaan naar de oorspronkelijke competitieopzet.

## Titels per club
| Club                    | Stad      | Titels | Seizoenen                                                                                      |
| ----------------------- | --------- | ------ | ---------------------------------------------------------------------------------------------- |
| Barcelona               | Guayaquil | 16     | 1960, 1963, 1966, 1970, 1971, 1980, 1981, 1985, 1987, 1989, 1991, 1995, 1997, 2012, 2016, 2020 |
| Emelec                  | Guayaquil | 14     | 1957, 1961, 1965, 1972, 1979, 1988, 1993, 1994, 2001, 2002, 2013, 2014, 2015, 2017             |
| El Nacional             | Quito     | 13     | 1967, 1973, 1976, 1977, 1978, 1982, 1983, 1984, 1986, 1992, 1996, 2005 Clausura, 2006          |
| LDU Quito               | Quito     | 11     | 1969, 1974, 1975, 1990, 1998, 1999, 2003, 2005 Apertura, 2007, 2010, 2018                      |
| Deportivo Quito         | Quito     | 5      | 1964, 1968, 2008, 2009, 2011                                                                   |
| Deportivo Cuenca        | Cuenca    | 1      | 2004                                                                                           |
| Delfín                  | Manta     | 1      | 2019                                                                                           |
| Independiente del Valle | Sangolquí | 1      | 2021                                                                                           |
| Olmedo                  | Riobamba  | 1      | 2000                                                                                           |
| Everest                 | Guayaquil | 1      | 1962                                                                                           |
| Aucas                   | Quito     | 1      | 2022                                                                                           |

## Eeuwige ranglijst
Vetgedrukt de clubs die in 2022 in de hoogste klasse spelen.
| Club                    | Stad       | /64 | Periode (1957, 1960-2022)                                                                           |
| ----------------------- | ---------- | --- | --------------------------------------------------------------------------------------------------- |
| Emelec                  | Guayaquil  | 62  | 1957, 1960-1963, 1965-1980, 1982-                                                                   |
| Barcelona               | Guayaquil  | 62  | 1957, 1960-1963, 1965-1970, 1972-                                                                   |
| LDU Quito               | Quito      | 59  | 1960-1970, 1972, 1975-2000, 2002-                                                                   |
| El Nacional             | Quito      | 57  | 1964-2020                                                                                           |
| Deportivo Quito         | Quito      | 47  | 1957, 1960-1961, 1963-1964, 1968-1970, 1973-1975, 1979, 1981-2015                                   |
| Deportivo Cuenca        | Cuenca     | 45  | 1971, 1973-1981, 1985-1994, 1996-1999, 2002-                                                        |
| Aucas                   | Quito      | 40  | 1957, 1962-1963, 1965-1966, 1968-1970, 1975-1978, 1983-1984, 1987-1990, 1992-2006, 2015-2016, 2018- |
| Macará                  | Ambato     | 36  | 1960-1961, 1963-1964, 1966-1968, 1970-1974, 1986-1991, 1999-2002, 2004, 2006-2010, 2012-2013, 2017- |
| Universidad Católica    | Quito      | 35  | 1969-1970, 1972-1988, 1991-1992, 2008, 2010, 2013-                                                  |
| Técnico Universitario   | Ambato     | 28  | 1979-1993, 1996-1998, 2000, 2003, 2008-2009, 2012, 2018-                                            |
| América de Quito        | Quito      | 23  | 1962, 1966-1973, 1975-1981, 1983-1988, 2019                                                         |
| Olmedo                  | Riobamba   | 22  | 1972, 1995-2002, 2004-2012, 2014, 2019-2021                                                         |
| LDU Portoviejo          | Portoviejo | 21  | 1970, 1973-1975, 1977-1978, 1981-1989, 1994-1996, 2001, 2009, 2020                                  |
| Espoli                  | Quito      | 16  | 1994-2004, 2006, 2008-2011                                                                          |
| 9 de Octubre            | Guayaquil  | 16  | 1962-1963, 1965-1966, 1970, 1973, 1975-1976, 1982-1986, 1995, 2021-                                 |
| Delfín                  | Manta      | 16  | 1990-1995, 1998-1999, 2001, 2016-                                                                   |
| Independiente del Valle | Sangolquí  | 13  | 2010-                                                                                               |
| Everest Guayaquil       | Guayaquil  | 10  | 1960-1962, 1968-1970, 1980-1983                                                                     |
| Quevedo                 | Quevedo    | 9   | 1983-1988, 1997, 2005, 2013                                                                         |
| Manta FC                | Manta      | 8   | 2003, 2009-2014, 2021                                                                               |
| Patria                  | Guayaquil  | 8   | 1960-1961, 1963, 1965-1967, 1969-1970                                                               |
| Guayaquil City          | Guayaquil  | 8   | 2015-                                                                                               |
| Manta Sport             | Manta      | 7   | 1967-1969, 1980, 1983-1985                                                                          |
| Audaz Octubrino         | Machala    | 7   | 1976, 1985-1989, 1999                                                                               |
| Filanbanco              | Guayaquil  | 7   | 1984-1990                                                                                           |
| Mushuc Runa             | Ambato     | 7   | 2014-2016, 2019-                                                                                    |
| Politécnico             | Quito      | 6   | 1963-1964, 1966-1968, 1971                                                                          |
| Liga de Loja            | Loja       | 6   | 2005, 2011-2015                                                                                     |
| Green Cross             | Manta      | 5   | 1992-1996                                                                                           |
| Esmeraldas Petrolero    | Esmeraldas | 4   | 1985-1988                                                                                           |
| Valdez                  | Milagro    | 4   | 1991-1994                                                                                           |
| Fuerza Amarilla         | Machala    | 3   | 2016-2017, 2019                                                                                     |
| América de Ambato       | Ambato     | 3   | 1964, 1966, 1969                                                                                    |
| Norte América           | Guayaquil  | 3   | 1966, 1969, 1971                                                                                    |
| España                  | Quito      | 3   | 1960-1962                                                                                           |
| Carmen Mora             | Pasaje     | 3   | 1975, 1977-1978                                                                                     |
| Orense                  | Machala    | 3   | 2020-                                                                                               |
| América de Manta        | Manta      | 2   | 1964, 1966                                                                                          |
| Estibadores Navales     | Manta      | 2   | 1963, 1968                                                                                          |
| River Plate de Manta    | Manta      | 2   | 1963, 1966                                                                                          |
| River Plate de Riobamba | Riobamba   | 2   | 1987-1988                                                                                           |
| Juventud Italiana       | Manta      | 2   | 1964, 1971                                                                                          |
| Español                 | Guayaquil  | 2   | 1966-1967                                                                                           |
| Juventus                | Esmeraldas | 2   | 1988, 1990                                                                                          |
| Deportivo Azogues       | Azogues    | 2   | 2007-2008                                                                                           |
| Imbabura                | Ibarra     | 2   | 2007, 2011                                                                                          |
| Clan Juvenil            | Sangolquí  | 1   | 2017                                                                                                |
| INECEL                  | Manta      | 1   | 1969                                                                                                |
| Guayaquil Sport         | Guayaquil  | 1   | 1973                                                                                                |
| Riobamba                | Riobamba   | 1   | 1973                                                                                                |
| Bonita Banana           | Machala    | 1   | 1979                                                                                                |
| Deportivo Cotopaxi      | Latacunga  | 1   | 1987                                                                                                |
| Juvenil                 | Esmeraldas | 1   | 1991                                                                                                |
| Santos                  | El Guabo   | 1   | 1993                                                                                                |
| Calvi                   | Guayaquil  | 1   | 1997                                                                                                |
| Panamá                  | Guayaquil  | 1   | 1998                                                                                                |
| Cumbayá                 | Quito      | 1   | 2022-                                                                                               |
| Gualaceo                | Gualaceo   | 1   | 2022-                                                                                               |

1. ↑  (es) Auspicio principal, un 'problema' a año seguido en LigaPro El Universo, geraadpleegd op 23 november 2021. Gearchiveerd op 24 november 2021.
2. ↑  (en) IFFHS WORLD'S BEST NATIONAL LEAGUE IN THE WORLD 2021 IFFHS, geraadpleegd op 23 november 2021. Gearchiveerd op 22 januari 2022.
3. ↑  Independiente del Valle speelde tot 2013 als Independiente José Terán
4. ↑  Guayaquil City speelde tot juli 2017 als River Ecuador

## Kampioensteams

### 1957— Club Sport Emelec (1)
- Cipriano Yu Lee, Raúl Argüello, Alberto Cruz Ávila, Daniel Pinto, Rómulo Gómez, Jorge Carusso, Carlos Alberto Raffo, Mariano Larraz, Natalio Villa, José Vicente Balseca, Óscar Fernández, Jorge Lazo, Lautaro Reinoso, Jaime Ubilla, Humberto Suárez, Luis Montes, Agustín Álvarez, Bolívar Herrera, Carlos Romero, Jorge Gallegos en Fulvio Rangel. Trainer-coach: Eduardo Spandre (ARG).

### 1960— Barcelona Sporting Club (1)
- Pablo Ansaldo, Miguel Estévez, Carlos Alume, Vicente Lecaro, Luciano Macías, Alejo Calderón, Mario Zambrano, Rigoberto Aguirre, Enrique Cantos, Mario Cordero, Ángel Cabezas, Leyton Zurita, César Jiménez, Jaime Servigón, Roberto Navas en Eduardo Moncayo.

### 1961— Club Sport Emelec (2)
- Cipriano Yu Lee, Raúl Argüello, Samuel Ubilla, Alberto Cruz Ávila, Eustaquio Claro Santander, Juan Moscol, Enrique Raymondi, Jorge Bolaños, Rómulo Gómez, José Vicente Balseca, Carlos Raffo, Walter Arellano, Carol Farah, Oswaldo Balduzzi, Carlos Pineda, Carol Barrezueta en Clemente de la Torre. Trainer-coach: Mariano Larraz (ARG).

### 1962— Everest Guayaquil (1)
- Hugo Mejía, Hugo Pardo, Marcos Spencer, Carlos Flores, José Johnson, Pedro Gando, Galo Pinto, Néstor Azón, Carlos Altamirano, Horacio Romero, José Aquiño, Luis Consistre en Ramón Vera.

### 1963— Barcelona Sporting Club (2)
- Helinho, Alfonso Quijano, Vicente Lecaro, Luciano Macías, Miguel Bustamante, Mario Zambrano, Clímaco Cañarte, Washington Muñoz, Iris de Jesús López, Helio Cruz, Pablo Ansaldo, Ricardo Reyes Cassís, George, Miguel Estévez, Jair Simplicio de Souza, Tiriza, Glubis Occhipinti, Ruperto Reeves Patterson, Alejo Calderón, Gonzalo Salcedo en Francisco Aguirre.

### 1964— Sociedad Deportivo Quito (1)
- Esteban Allende, José Romanelly, César Muñoz, Stalin Charpantier, Mario Galárraga, Guido Guerrero, César Pardo, Héctor Torres, Bolívar Vivero, Kléber Ordóñez, César Calvache, Francisco Contreras, Juan Molina, Walter Prieto, Hugo Lencina, Tabaré Suárez en Ernesto Guerra.

### 1965— Club Sport Emelec (3)
- Ramón Mageregger, Felipe Landázuri, Carlos Maridueña, Felipe Mina, Henry Magri, Carlos Pineda, Jaime Delgado Mena, Jorge Bolaños, Bolívar Merizalde, Galo Pulido, Juan Moscol, José Vicente Balseca, Avelino Guillén, Lucio Calonga, José Romanelly, Manuel Ordeñana, Enrique Raymondi, Alberto Cruz Ávila, Críspulo Silva en Manuel Ordeñana. Trainer-coach: Fernando Paternoster (ARG).

### 1966— Barcelona Sporting Club (3)
- Helinho, Miguel Bustamante, Vicente Lecaro, Luciano Macías, Pedro Gando, Walter Cárdenas, Rubén Ponce de León, Clímaco Cañarte, Mario Espinoza, Félix Lasso, Enrique Raymondi, Washington Muñoz, Moacyr Claudino Pinto, Vicente Mawyín en Juan Carlos Borteiro.

### 1967— Club Deportivo El Nacional (1)
- Mario Bautista, Roosevelt Castillo, Eulogio Quintero, Horacio Prado, Marcelo Salazar, Gonzalo Benavides, Roger Cajas, Simón Bolívar Rangel, Santiago Cheme, Agustín Cruz, Tom Rodríguez, Marcelo Vicente Cabezas, Fernando Maldonado, Carlos Campoverde, Fausto Correa, Patricio Peñaherrera, Óscar Alcívar, Rómulo Salas, Luis Orbe, Eduardo Méndez, Carlos Bayo en Jorge Luna.

### 1968— Sociedad Deportivo Quito (2)
- Fausto Castillo Barahona, Luis Alberto Aguerre, Lincoln Utreras, Arturo Alvarado, Héctor de los Santos, Ramón Valencia, Mario Galárraga, Segundo Álava, José Sánchez, Óscar Barreto, Víctor Manuel Battaini, Francisco Contreras, Martín Erazo, Edmundo Proaño, Luis Veloz, Leonel Iturralde, Gonzalo Calderón, Víctor Solarte en Jorge Benítez.

### 1969— LDU Quito (1)
- Yamandú Solimando, César Muñoz, Eduardo Zambrano, Iván Noboa, Ramiro Tobar, Jorge Tapia, Santiago Alé, Marco Moreno, Carlos Ríos, Francisco Bertocchi, Armando Larrea, Richard Poole, Joffre Perera, Patricio Pintado, Miguel Salazar, Milton Pazmiño, Hugo Cabrera, Roberto Sussman, César Mantilla en Enrique Portilla.

### 1970— Barcelona Sporting Club (4)
- Luis Alberto Alayón, Walter Cárdenas, Vicente Lecaro, Juan Noriega, Luciano Macías, Gerson Teixeira, Miguel Ángel Coronel, Jorge Bolaños, Everaldo Ferreyra, Pedro Álvarez, Washington Muñoz, Víctor Peláez, Mario Espinoza, Ángel Macías, Juan Madruñero, Miguel Ángel Coronel, Anderson Hurtado, Édison Saldivia, Jorge Espín, Alfonso Quijano, Héctor Menéndez, Jorge Phoyu, Remberto Cortez, Gerardo Reinoso en Servelio Malagón.

### 1971— Barcelona Sporting Club (5)
- Luis Alberto Alayón, Walter Cárdenas, Juan Noriega, Víctor Peláez, Miguel Pérez, Pedro León, Miguel Ángel Coronel, José Paes, Gerson Teixeira, Nelsinho, Alberto Spencer, Washington Muñoz, Perdro Álvarez, Gerardo Reinoso, Alfonso Quijano, Jorge Bolaños, Jorge Phoyu, Anderson Hurtado en Juan Madruñero.

### 1972— Club Sport Emelec (4)
- Ñato García, José María Píriz, Eduardo de María, Jesús Ortíz, Guillermo Echeverría, Jefferson Camacho, Juan Tenorio, Julio Bayona, Luis Lamberck, Félix Lasso, Marco Guime, Rafael Guerrero, Jorge Pantaleón, Jaime Pineda, Colón Villalba, Freddy Huayamave, Juan Saeteros, Alfredo Alvarado, Julio Bayona, Pedro Prospitti, Roberto Tomalá, Jorge Espín en Óscar Storti. Trainer-coach: Jorge Lazo.

### 1973— Club Deportivo El Nacional (2)
- Carlos Delgado, Perdomo Véliz Jare, Rodrigo Velarde, Miguel Pérez, Luis Escalante, Carlos Ron, Marcelo Vicente Cabezas, Vinicio Ron, Carlos Torres, Ítalo Estupiñán, Fabián Pazymiño, Carlos Campoverde, Eduardo Enríquez, Eduardo Méndez, Polo Carrera, Fausto Correa, Tom Rodríguez, Patricio Peñaherrera, Wilson Nieves, Patricio Burbano, Carlos Guachamín, José Sevilla, Jorge Vizuete en Polo Carrera.

### 1974— LDU Quito (2)
- Adolfo Bolaños, Washington Guevara, Luis de Carlos, Patricio Maldonado, Marco Moreno, Ramiro Tobar, Juan Rivadeneira, Oscar Zubía, Jorge Tapia, Gustavo Tapia, Ramiro Aguirre, Walter Maesso, Carita Gomez, Roberto Sussman, Hernán Vaca en Ramiro del Pozo.

### 1975— LDU Quito (3)
- Walter Maesso, Marco Moreno, Luis de Carlos, Patricio Maldonado, Fernando Villena, Roberto Sussman, Carita Gómez, Ramiro Aguirre, Polo Carrera, Juan José Pérez, Óscar Zubía, Juan Rivadeneira, Hernán Vaca, Washington Guevara, Humboldt de la Torre, Jorge Tapia, Gustavo Tapia, Adolfo Bolaños, Segundo Paz y Miño, Ramiro del Pozo, José Bucheli, Iván Noboa en Fernando Valdiviezo.

### 1976— Club Deportivo El Nacional (3)
- Carlos Delgado, Perdomo Véliz Jare, Manuel Swett, José Tenorio, Luis Escalante, Carlos Ron, Luis Granda, José Villafuerte, Wilson Nieves, Vinicio Ron, Fabián Pazymiño, Fausto Correa, Marcelo Vicente Cabezas, Rodrigo Valverde, Miguel Pérez, Luis Vásquez, Washington Guevara, Jaime Toapanta, Eduardo Méndez, Luis Trujillo, Flavio Perlaza, José Jacinto Vega, Mario Barahona, Félix Lasso, Iván Rojas, Fabián Burbano en Milton Rodríguez.

### 1977— Club Deportivo El Nacional (4)
- Carlos Delgado, Flavio Perlaza, Manuel Swett, Miguel Pérez, Luis Escalante, Carlos Ron, Luis Granda, Mario Barahona, Vinicio Ron, Fausto Correa, Fabián Pazymiño, Marcelo Cabezas, Francisco Burbano, Milton Rodríguez, Fabián Lucero, Perdomo Véliz Jare, Luis Trujillo, Emilio Huayamabe, José Jacinto Vega, Juan Yépez, José Tenorio, José Villafuerte, Wilson Nieves, Iván Rojas, Francisco Burbano, Carlos Saa en Luis Aulestia.

### 1978— Club Deportivo El Nacional (5)
- Milton Rodríguez, Flavio Perlaza, Manuel Swett, Miguel Pérez, Luis Escalante, Carlos Ron, Luis Granda, José Villafuerte, Vinicio Ron, Fausto Correa, Luis Guerrero, Pablo Zaldumbide, Mario Barahona, Fabián Lucero, Luis Trujillo, Emilio Huayamabe, Pedro Proaño, Marcelo Cabezas, José Jacinto Vega, Guido Rodríguez, Marco Mora, José Yépez, Gustavo Barriga, Wilson Nieves, Carlos Saa, Francisco Burbano en Carlos Delgado.

### 1979— Club Sport Emelec (5)
- Miguel Ángel Onzari, Jorge Valdez, Miguel Cedeño, Jesús Montaño, Juan Manuel Sanz, Carita Gómez, Pedro Pablo Perlaza, Carlos Torres, Carlos Horacio Miori, Lupo Quiñónez, José Marcelo Rodríguez, Ñato García, Ricardo Armendáriz, Washington Ascencio, Xavier Delgado Pineda, Benigno S'tomer, Luis Lamberck, Nelsinho, Galo Quiñónez, Alberto Oyola, Luis Murillo en Ubaldo Quinteros

### 1980— Barcelona Sporting Club (6)
- Manga, Ney, Gil Nazareno, Julio Bardales, Pepe Paes, Flavio Perlaza, Juan Madruñero, Víctor Ephanor, Galo Vásquez, Escurinho, Mario Tenorio, José Tenorio, Alberto Andrade, Digner Valencia, Jorge Chica, Diego Cabezas, José Vergara, Joel Villacís, Fulman Camacho, Emeterio Vera, Wilson Nieves, Jorge Hoyos, Félix Lasso en Horacio Capiello.

### 1981— Barcelona Sporting Club (7)
- Juan Domingo Pereira, Flavio Perlaza, Julio Bardales, Pepe Paes, Fausto Klínger, Alberto Andrade, Galo Vásquez, Carlos Torres, Mario Tenorio, Alcides de Oliveira, Víctor Ephanor, Carlos Gardel Bruno, Juan Madruñero, Wilson Nieves, Digner Valencia, Gil Nazareno, José Tenorio, Iván Matamba, Emeterio Vera, Fulman Camacho en José Vergara.

### 1982— Club Deportivo El Nacional (6)
- Carlos Delgado, Orlando Narváez, Andrés Nazareno, Pedro Proaño, Hans Maldonado, Carlos Ron, José Jacinto Vega, José Villafuerte, Fernando Baldeón, Gonzalo Cajas, Fabián Pazymiño, Milton Rodríguez, Fernando Hidalgo, Ramón Macías, Wilson Armas, Francisco Pacho, Luis Granda, Elías de Negri, Enrique Panchi, Mario Barahona, Víctor Mora, Cristóbal Nazareno, Hermen Benítez, Jorge Luis Alarcón en Tyrone Castro.

### 1983— Club Deportivo El Nacional (7)
- Carlos Delgado, Orlando Narváez, Wilson Armas, Pedro Proaño, Hans Maldonado, Carlos Ron, Luis Granda, José Villafuerte, Fernando Baldeón, Hermen Benítez, Gonzalo Cajas, Elías de Negri, Milton Rodríguez, Ramón Macías, Andrés Nazareno, Edwin Quinteros, Tito Hernández, Francisco Pacho, Fausto Delgado, José Jacinto Vega, Arturo Orellana, Enrique Panchi, Diego Córdova, Mario Barahona, Marco Mora, Cristóbal Nazareno, José Nelson Guerrero en Iván Pérez.

### 1984— Club Deportivo El Nacional (8)
- Milton Rodríguez, Edwin Quinteros, Wilson Armas, Elías de Negri, Hans Maldonado, Carlos Ron, Luis Granda, José Villafuerte, Fernando Baldeón, Hermen Benítez, Fabián Pazymiño, Fernando Hidalgo, Ramón Macías, Orlando Narváez, Andrés Nazareno, Edwin Quinteros, Pedro Proaño, Tito Hernández, Luis Mosquera, Arturo Orellana, Enrique Panchi, Diego Córdova, Víctor Mora, Nelson Paredes, Luis Vásquez, José Nelson Guerrero, Geovanny Mera, Roque Valencia, Gonzalo Cajas, Federico Lara en Iván Pérez.

### 1985— Barcelona Sporting Club (8)
- Carlos Luis Morales, Flavio Perlaza, Alfredo de los Santos, Tulio Quinteros, Fausto Klínger, Toninho Vieira, Galo Vásquez, Severino Vasconcelos, Mauricio Argüello, Lorenzo Klínger, Lupo Quiñónez, Walter Rolando Guerrero, Jimmy Montanero, Jimmy Izquierdo, Eddy Guerrero, Juan Madruñero, Holger Quiñónez, Víctor Mendoza, Oswaldo Páez, José Federico Minda, Carlos Gorozabel, Mario Tenorio, Luis Ordóñez, Luis Vite, Jair Goncalvez en Juan Madruñero.

### 1986— Club Deportivo El Nacional (9)
- Milton Rodríguez, Orlando Narváez, Wilson Armas, Andrés Nazareno, Hans Maldonado, Luis Mosquera, Arturo Orellana, José Villafuerte, Fernando Baldeón, Geovanny Mera, Fabián Pazymiño, Gorky Revelo, Fernando Hidalgo, Ramón Macías, Mauricio King, Guillermo Siza, Pedro Marcelo Proaño, Tito Hernández, Julio César Rosero, Carlos Ron, Elías de Negri, Edmundo Méndez, Marco Constante, José Nelson Guerrero, Hermen Benítez, Nelson Paredes en Byron Tenorio.

### 1987— Barcelona Sporting Club (9)
- Carlos Luis Morales, Jimmy Montanero, Tulio Quinteros, Hólger Quiñónez, Jimmy Izquierdo, Toninho Vieira, Galo Vásquez, Claudio Alcívar, Luis Ordóñez, Walkir Silva, Lorenzo Klínger, Víctor Mendoza, Walter Guerrero, Washington Aires, Mauricio Argüello, Luis Eduardo Vaca, Lupo Quiñónez, Víctor Mendoza, Joffre Sánchez, Pablo Martínez, Juan Madruñero, Flavio Perlaza, Fausto Klínger, Manuel Uquillas, Frank Granja en Lucitanio Castro.

### 1988— Club Sport Emelec (6)
- Javier Baldriz, Elías de Negri, Urlin Cangá, Ciro Santillán, Wilfrido Verduga, Kléber Fajardo, Miguel Falero, José Federico Minda, Jesús Cárdenas, Rubén Beninca, Raúl Avilés, Ivo Ron, Eduardo Aparicio, Pedro Pablo Batallas, Emilio Valencia, Colón Navarro, Jorge Fraijó, Wellington Valdez, Daniel Leni, Vidal Pachito, Rommel Báez en Juan Pastor Paredes.

### 1989— Barcelona Sporting Club (10)
- Carlos Luis Morales, Julio Guzmán, Jimmy Montanero, Tulio Quinteros, Jimmy Izquierdo, Marcelo Hurtado, Mauricio Argüello, Galo Vásquez, Luis Ordóñez, Jimmy Jiménez, Manuel Uquillas, Víctor Mendoza, Janio Pinto, Magú, Aldomario Bitancourt, Frank Granja, Eduardo Smith, José Gavica, Carlos Valencia, Johnny Proaño, Mauricio Argüello en Hólger Quiñónez.

### 1990— LDU Quito (4)
- Patricio Gallardo, Danilo Samaniego, César Mina, Hans Ortega, Eduardo Zambrano, Carlos Páez, Hernán Castillo, Juan Guamán, Carlos Ernesto Berrueta, Hugo Vilchez, Mauricio Argüello, Pietro Marsetti, Enrique Saravia en Pedro Salvador.

### 1991— Barcelona Sporting Club (11)
- Carlos Luis Morales, Claudio Alcívar, Jimmy Montanero, Raúl Noriega, Jimmy Izquierdo, Marcelo Hurtado, Ángel Ramón Bernuncio, José Gavica, Rubén Darío Insúa, Carlos Muñoz, Manuel Uquillas, Víctor Mendoza, Wilson Macías, David Bravo, Freddy Bravo, Hans Maldonado, Hermen Benítez, Carlos Gerardo Russo, José Cevallos, Carlos León Argudo, Julio Guzmán en Johnny Proaño.

### 1992— Club Deportivo El Nacional (10)
- Héctor Chiriboga, Luis Mosquera, Dixon Quiñónez, Jorge Ballesteros, José Guerrero, José Jacinto Vega, Marco Constante, Diego Castañeda, Juan Carlos Garay, Cléber Chalá, Luis Chérrez, Carlos Vernaza, Francisco Reinoso, Geovanny Ibarra, Listron Valencia, Juan Carlos Suárez, José Carcelén, Joffre Arroyo, Edmundo Méndez, Simón Ruiz, Edgar Domínguez, José Echeverría, Patricio Hurtado, Max Mesías, Walter Salazar en Christian Calderón.

### 1993— Club Sport Emelec (7)
- Álex Cevallos, Dannes Coronel, Iván Hurtado, Máximo Tenorio, Luis Capurro, Kléber Fajardo, Wilfrido Verduga, Marcelo Morales, Marcelo Benítez, Ángel Fernández, Roberto Oste, Jesús Cárdenas, Emilio Valencia, Luis Castillo, Vidal Pachito, Jorge Batallas, Erwin Ramírez, Tomás Arboleda, José Federico Minda, Eduardo Smith, Humberto Garcés, Augusto Poroso, Iván Burgos, Javier Balladares, Ángel Hurtado, Diego Moreno en Ivo Ron.

### 1994— Club Sport Emelec (8)
- Jacinto Espinoza, Dannes Coronel, Máximo Tenorio, Iván Hurtado, Luis Capurro, Ivo Ron, Wilfrido Verduga, Marcelo Morales, Vidal Pachito, Ángel Fernández, Eduardo Hurtado, Álex Cevallos, Emilio Valencia, Augusto Poroso, Ángel Hurtado, Fabricio Capurro, Héctor Ferri, Kléber Fajardo, Jorge Batallas, Eduardo Smith, Edú, Walter Pico, Humberto Garcés, Luis Castillo, Javier Medina, Iván Burgos, Juan Carlos Almada en José Federico Minda.

### 1995— Barcelona Sporting Club (12)
- José Cevallos, Claudio Alcívar, Fricson George, Jimmy Montanero, Byron Tenorio, Raúl Noriega, Héctor Carabalí, Marcelo Morales, Julio César Rosero, Ulises de la Cruz, Gilson de Souza, Carlos Alfaro Moreno, Luis Gómez, José Gavica, José Mora, Alberto Montaño, Emilio Valencia, Marcelo Benítez, Víctor Mendoza, Édison Maldonado, José Guerrero, Geovanny Salinas, Carlos Yánez, Joel Vargas, Carlos Alvarado, Juan León en Manuel Uquillas.

### 1996— Club Deportivo El Nacional (11)
- Geovanny Ibarra, Lupo Quintero, Franklin Anangonó, Joffre Arroyo, Simón Ruiz, Marco Constante, Wellington Sánchez, Oswaldo de la Cruz, Agustín Delgado, Cléber Chalá, Vilson Rosero, René Esterillas, Antonio Jiménez, Juan Carlos Burbano, Listron Valencia, José Guerrero, Dixon Quiñónez, Manuel Palacios, Armando Mercado, Diego Castañeda, Geovanny Mera, Christian Calderón, Carlos Vernaza en Daniel Garrido.

### 1997— Barcelona Sporting Club (13)
- José Cevallos, Luis Gómez, Jimmy Montanero, Luis Capurro, Fricson George, Héctor Carabalí, Marcelo Morales, Julio César Rosero, Marco Etcheverry, Nicolás Asencio, Agustín Delgado, Antony de Ávila, Máximo Tenorio, Wagner Rivera, Alberto Montaño, Raúl Noriega, Raúl Avilés, Manuel Uquillas, Joe Vargas, Arlin Ayoví, Teodoro Jauch, Emilio Valencia, Robson da Silva, José Mora, Carlos Alfaro Moreno en Víctor Mendoza.

### 1998— LDU Quito (5)
- Jacinto Espinoza, Ulises de la Cruz, Byron Tenorio, Santiago Jácome, Neicer Reasco, Nixon Carcelén, Luis González, Eladio Rojas, Álex Escobar, Eduardo Hurtado, Carlos María Morales, Juan Guamán, Patricio Hurtado, Alfonso Obregón, Danilo Samaniego, Hjalmar Zambrano, Pedro Salvador, Luis Capurro en Paúl Guevara.

### 1999— LDU Quito (6)
- Jacinto Espinoza, Neicer Reasco, Santiago Jácome, Byron Tenorio, Luis Capurro, Nixon Carcelén, Alfonso Obregón, Juan Guamán, Álex Escobar, Eduardo Hurtado, Patricio Hurtado, Ezequiel Maggiolo, Óscar Insurralde, Paúl Guevara, Ricardo Pérez, Ulises de la Cruz en Sergio Alcaraz.

### 2000— Centro Deportivo Olmedo (1)
- Jorge Corozo, Ofilio Mercado, Carlos Caicedo, Marcelo Fleitas, Wellington Paredes, Wilmer Lavayen, Héctor González, Freddy Brito, Imer Chérrez, Óscar Pacheco, Christian Gómez, Teodoro Jauch, Claudio López, Geovanny Peña, José Luis Perlaza, Luis Andrés Caicedo, Christian Calderón, Christian Gutiérrez, Daniel Ponce en Eduardo Ledesma. Trainer-coach: Julio Assad.

### 2001— Club Sport Emelec (9)
- Daniel Viteri, Carlos Quiñónez, Augusto Poroso, Juan Carlos Zambrano, José Ramón Aguirre, Jhon Cagua, Carlos Hidalgo, Richard Borja, Wellington Sánchez, Walter Ayoví, Carlos Alberto Juárez, Moisés Candelario, Christian Gómez, Moisés Cuero, Pavel Caicedo, Otilino Tenorio, Juan Triviño, Wilson Carabalí, Pedro Aguirrez, Luis Zambrano, Rafael Manosalvas, Darío Fabbro, Christian Peralta, Rorys Aragón, Joffre Pachito en Luis Moreira. Trainer-coach: Carlos Sevilla.

### 2002— Club Sport Emelec (10)
- Daniel Viteri, Carlos Quiñónez, Augusto Poroso, Luis Zambrano, Wilson Carabalí, Carlos Hidalgo, Richard Borja, Wellington Sánchez, Walter Ayoví, Carlos Alberto Juárez, Otilino Tenorio, Rorys Aragón, Juan Triviño, Pavel Caicedo, Moisés Candelario, Rafael Manosalvas, Marlon Díaz, Franklin Corozo, David Vilela, Washington Sigüenza, Jaime Caicedo, Giancarlos Ramos, Luis Moreira, Luis Arango, Juan Carlos Jaramillo en Christian Peralta. Trainer-coach: Carlos Sevilla.

### 2003— LDU Quito (7)
- Jacinto Espinoza, Santiago Jácome, Carlos Espínola, Giovanny Espinoza, Neicer Reasco, Alfonso Obregón, Patricio Urrutia, Álex Escobar, Paul Ambrosi, Virgilio Ferreyra, Franklin Salas, Edwin Ramírez, Luis González, Nixon Carcelén, Virgilio Ferreira, Luis Bertoni Zambrano, Martín Ojeda, Geovanny Cumbicus en Darío Chalá.

### 2004— Club Deportivo Cuenca (1)
- Javier Klimowicz, Manuel Mendoza, Segundo Matamba, Raúl Noriega, Jhon Cagua, Giancarlo Ramos, Jimmy Blandón, Camilo Hurtado, Raúl Antuña, David Valencia, Walter Calderón, Carlos Quiñónez, Damián Lanza, Marcelo Velazco, Carlos Grueso, Carlos Hidalgo, Johnny Pérez, Carlos Morán, Marcelo Bohorquez, Pablo Arévalo, Sergio Bustos en Washington España.

### 2005 (A)— LDU Quito (8)
- Cristian Mora, Giovanny Espinoza, Carlos Espínola, Neicer Reasco, Paul Ambrossi, Patricio Urrutia, Gabriel García, Édison Méndez, Álex Aguinaga, Ariel Graziani, Roberto Palacios, Franklin Salas, Alfonso Obregón, Luis Gómez, Álex Escobar, Elkin Murillo, Jayro Campos en Luis Garcés.

### 2005 (C)— Club Deportivo El Nacional (12)
- Geovanny Ibarra, Omar de Jesús, Jorge Guagua, Carlos Castro, Erick de Jesús, David Quiroz, Segundo Castillo, Christian Lara, Cléber Chalá, Félix Borja, Cristian Benítez, Santiago Morales, Leonardo García, Pavel Caicedo, Robinson Sánchez, Rixon Corozo, Rorys Aragón, Danny Cabezas, Luis Checa, Xavier Chila, Jimmy Bran, Juan Francisco Aguinaga, Pedro Quiñónez, Wellington Sánchez, José Gavica, John Minda, Ronald Campos en Antonio Valencia.

### 2006— Club Deportivo El Nacional (13)
- Geovanny Ibarra, Omar de Jesús, Renán Calle, Carlos Castro, Pavel Caicedo, Jhon Cagua, Carlos Hidalgo, David Montúfar, Wellington Sánchez, Ebelio Ordóñez, Cristian Benítez, Rixon Corozo, Walter Ayoví, David Quiroz, Danny Vera, Robinson Sánchez, Jorge Guagua, Erick de Jesús, Christian Lara, David Montúfar, Pedro Quiñónez, Flavio Caicedo, Raúl Canelos, Segundo Castillo, Cléber Chalá, Gustavo Figueroa, John Minda, Manuel Cotera, Ángel Fernández, Daniel Maldonado en Henry Pata.

### 2007— LDU Quito (9)
- Alexander Domínguez, Jayro Campos, Norberto Araujo, Renán Calle, Patricio Urrutia, Joffre Guerrón, Enrique Vera, Luis Bolaños, Israel Chango, Cristian Lara, Luis Miguel Escalada, Damián Manzo, Alfonso Obregón, Paul Ambrossi, Franklin Salas, Santiago Jácome, Pedro Larrea, Diego Calderón en Cristian Mora.

### 2008— Sociedad Deportivo Quito
- Oswaldo Ibarra, Franklin Corozo, José Luis Cortez, Luis Checa, Daniel Mina, Edwin Tenorio, Michael Castro, Mauricio Donoso, Oswaldo Minda, Luis Saritama, Walter Calderón, Leider Preciado, Martín Mandra, Martín Andrizzi, Darío Caballero, Carlos Saucedo, Wilfrido Vinces en Ronald de Jesús. Trainer-coach: Carlos Sevilla.

### 2009— Sociedad Deportivo Quito
- Oswaldo Ibarra, Luis Checa, Giovanni Caicedo, Iván Hurtado, Pedro Esterilla, Michael Castro, Daniel Mina, Oswaldo Minda, Ángel Escobar, Luis Saritama, Mauricio Donoso, Marcos Pirchio, Michael Arroyo, Edwin Tenorio en Iván Borghello.

### 2010— LDU Quito (10)
- José Cevallos, Neicer Reasco, Jorge Guagua, Norberto Araujo, Diego Calderón, Marlon Ganchoso, Patricio Urrutia, Ulises de la Cruz, William Araujo, Juan Manuel Salgueiro, Carlos Luna, Walter Calderón, José Valencia, Miler Bolaños, Alexander Domínguez, Hernán Barcos, Renán Calle, Cristian Lara, Carlos Espínola en Ángel Cheme.

### 2011— Sociedad Deportivo Quito
- Luis Checa, Julio Bevacqua, Segundo Castillo, Marcelo Elizaga, Isaac Mina, Luis Saritama, Santiago Morales, Jairo Campos, Oswaldo Minda, Juan Carlos Paredes, Michael Quiñónez, Marlon de Jesús, Ángel Escobar, Pedro Velasco, Luis Perea, Gustavo Rodas, Alex Bolaños, Fidel Martínez, Mariano Mina, Gonzalo Rovira, Byron Cano, Dixon Arroyo, Adrián Bone, Michael Castro, Jesús Alcivar, Pedro Esterilla, Marco Nazareno, Matías Alustiza, Nilo Carretero, Jorge Córdoba, Ayrton Preciado, Luis Arce, Jonathan Tejero, José Andrade, Éder Cetre, Jösé Lugo, Dimas Vera en Carlos Wila. Trainer-coach: Carlos Ischia.

### 2012— Barcelona Sporting Club (14)
- Miguel Ibarra, Máximo Banguera, José Luis Perlaza, José Amaya, Michael Arroyo, José Ayoví, Iván Borghello, Luis Caicedo, Jayro Campos, Christian Cruz, Brayan de la Torre, Damián Díaz, Frickson Erazo, Juan Carlos Ferreyra, Carlos Gruezo, Jorge Ladines, Damián Lanza, Pablo Lugüercio, Hólger Matamoros, Narciso Mina, Edson Montaño, Matías Oyola, Roosevelt Oyola, Michael Jackson Quiñónez, Renzo Revoredo, Pablo Saucedo, Kevin Torres, Víctor Valarezo, Andersson Ordóñez, Mauro Rosero, Cristofer Suárez en Carlos Morán. Trainer-coach: Gustavo Costas.

### 2013— Club Sport Emelec (11)
- Esteban Dreer, Christian Arana, Javier Klimowicz, John Narváez, Carlos Vera, Gabriel Achilier, José Luis Quiñónez, Oscar Bagüi, Cristian Nasuti, Ángel Mena, Pedro Quiñónez, Marcos Mondaini, Osbaldo Lastra, Fernando Gaibor, Fernando Giménez, Robert Burbano, Enner Valencia, Polo Wila, Christian Alemán, Denis Stracqualursi, Marcos Caicedo, Marlon de Jesús, Vinicio Angulo, Diego Corozo en Miler Bolaños. Trainer-coach: Gustavo Quinteros.

### 2014— Club Sport Emelec (12)
- Oscar Bagüí, Ángel Mena, Fernando Giménez, Robert Burbano, Gabriel Achilier, Miller Bolaños, Esteban Dreer, Osbaldo Lastra, Pedro Quiñónez, Luis Escalada, Marcos Mondaini, Jose Quiñónez, Denis Stracqualursi, John Narváez, Javier Charcopa, Cristian Nasuti, Marcos Caicedo, Jorge Guagua, Eddy Corozo, Cristian Arana, Fernando Gaibor, Emanuel Herrera, Jordan Jaime, Yorman Valencia, Diego Corozo, Carlos Vera, Mauro Fernández, Byron Mina, Brayan Angulo, David Noboa, Carlos Moreno, Christian Alemán en Javier Klimowicz. Trainer-coach: Gustavo Quinteros.

### 2015— Club Sport Emelec (13)
- Oscar Bagüí, Esteban Dreer, Jorge Guagua, John Narváez, Miller Bolaños, Fernando Giménez, Osbaldo Lastra, Ángel Mena, Marcos Mondaini, Pedro Quiñónez, Robert Burbano, Luis Escalada, Raúl Rodríguez, Gabriel Achilier, Emanuel Herrera, Mauro Fernández, Fernando Gaibor, José Quiñónez, Dennis Quintero, Henry León, Dario Pinillo, Byron Mina, Javier Charcopa, Aaron Villamar, Brayan Angulo, Cristian Arana, Eddy Corozo, Javier Klimowicz, Leonardo Rolón, Diego Corozo, Esteban de la Cruz, David Noboa en Bryan Ruíz. Trainer-coach: Omar De Felippe.

### 2016— Barcelona Sporting Club (15)
- Pedro Velasco, Damián Díaz, Gabriel Marques, Darío Aimar, Jonatan Alvez, Máximo Banguera, Erick Castillo, Ely Esterilla, Mario Pineida, Segundo Castillo, Richard Calderón, Washington Vera, Cristian Penilla, Matías Oyola, Oswaldo Minda, Ismael Blanco, Christian Suárez, Tito Valencia, Christian Alemán, Andersson Ordóñez, Roosevelt Oyola, Damián Lanza, Xavier Arreaga, Marcos Caicedo, Luis Checa, William Erreyes en Herlin Lino. Trainer-coach: Guillermo Almada.

## Topscorers
| Seizoen  | Naam                    | Club                             | Goal(s) |
| -------- | ----------------------- | -------------------------------- | ------- |
| 1957     | Simon Cañarte           | Barcelona Sporting Club          | 4       |
| 1960     | Enrique Cantos          | Barcelona Sporting Club          | 8       |
| 1961     | Galo Pinto              | Everest Guayaquil                | 12      |
| 1962     | Iris López              | Barcelona Sporting Club          | 9       |
| 1963     | Carlos Alberto Raffo    | Club Sport Emelec                | 4       |
| 1964     | Jorge Valencia          | América de Quito                 | 8       |
| 1965     | Helio Cruz              | Barcelona Sporting Club          | 8       |
| 1966     | Pio Coutinho            | LDU Quito                        | 13      |
| 1967     | Tom Rodríguez           | Club Deportivo El Nacional       | 16      |
| 1968     | Víctor Manuel Battaini  | Sociedad Deportivo Quito         | 19      |
| 1969     | Francisco Bertocci      | LDU Quito                        | 26      |
| 1970     | Rómulo Dudar            | CSD Macará                       | 19      |
| 1971     | Alfonso Obregón         | LDU Portoviejo                   | 18      |
| 1972     | Nelsinho                | Barcelona Sporting Club          | 15      |
| 1973     | Angel Guillermo Marín   | América de Quito                 | 18      |
| 1974     | Ángel Liciardi          | Club Deportivo Cuenca            | 19      |
| 1975     | Ángel Liciardi          | Club Deportivo Cuenca            | 36      |
| 1976     | Ángel Liciardi          | Club Deportivo Cuenca            | 35      |
| 1977     | Fabián Pazymiño         | Club Deportivo El Nacional       | 27      |
| 1978     | Juan José Pérez         | LDU Portoviejo                   | 25      |
| 1979     | Carlos Miori            | Club Sport Emelec                | 26      |
| 1980     | Miguel Ángel Gutiérrez  | América de Quito                 | 26      |
| 1981     | Paulo César Evangelista | LDU Quito                        | 25      |
| 1982     | José Villafuerte        | Club Deportivo El Nacional       | 25      |
| 1983     | Paulo César Evangelista | Barcelona Sporting Club          | 28      |
| 1984     | Sergio Antonio Saucedo  | Sociedad Deportivo Quito         | 25      |
| 1985     | Juan Carlos de Lima     | Universidad Católica del Ecuador | 24      |
| 1985     | Guga                    | CD Esmeraldas Petrolero          | 24      |
| 1986     | Juan Carlos de Lima     | Sociedad Deportivo Quito         | 23      |
| 1987     | Hermen Benítez          | Club Deportivo El Nacional       | 23      |
| 1987     | Hamilton Cuvi           | Club Deportivo Filanbanco        | 23      |
| 1987     | Waldemar Victorino      | LDU Portoviejo                   | 23      |
| 1988     | Janio Pinto             | LDU Quito                        | 18      |
| 1989     | Hermen Benítez          | Club Deportivo El Nacional       | 23      |
| 1990     | Hermen Benítez          | Club Deportivo El Nacional       | 28      |
| 1991     | Pedro Varela            | Delfín Sporting Club             | 24      |
| 1992     | Carlos Muñoz            | Barcelona Sporting Club          | 19      |
| 1993     | Diego Herrera           | LDU Quito                        | 18      |
| 1994     | Manuel Uquillas         | Club Deportivo Espoli            | 25      |
| 1995     | Manuel Uquillas         | Barcelona Sporting Club          | 24      |
| 1996     | Ariel Graziani          | Club Sport Emelec                | 29      |
| 1997     | Ariel Graziani          | Club Sport Emelec                | 24      |
| 1998     | Iván Kaviedes           | Club Sport Emelec                | 43      |
| 1999     | Christian Bottero       | CSD Macará                       | 25      |
| 2000     | Alejandro Kenig         | Club Sport Emelec                | 25      |
| 2001     | Carlos Alberto Juárez   | Club Sport Emelec                | 17      |
| 2002     | Christian Carnero       | Sociedad Deportivo Quito         | 26      |
| 2003     | Ariel Graziani          | Barcelona Sporting Club          | 23      |
| 2004     | Ebelio Ordóñez          | Club Deportivo El Nacional       | 28      |
| 2005 (A) | Wilson Segura           | LDU de Loja                      | 21      |
| 2005 (C) | Omar Guerra             | Sociedad Deportiva Aucas         | 17      |
| 2006     | Luis Miguel Escalada    | Club Sport Emelec                | 29      |
| 2007     | Juan Carlos Ferreyra    | Club Deportivo Cuenca            | 17      |
| 2008     | Pablo Palacios          | Barcelona Sporting Club          | 20      |
| 2009     | Claudio Bieler          | LDU Quito                        | 22      |
| 2010     | Jaime Ayoví             | Club Sport Emelec                | 23      |
| 2011     | Narciso Mina            | Independiente José Terán         | 28      |
| 2012     | Narciso Mina            | Barcelona Sporting Club          | 30      |
| 2013     | Federico Nieto          | Deportivo Quito                  | 29      |
| 2014     | Armando Wila            | CD Universidad Católica          | 20      |
| 2015     | Miller Bolaños          | Club Sport Emelec                | 25      |
| 2016     | Maximiliano Barreiro    | Delfín Sporting Club             | 23      |

## Scheidsrechters
Bijgaand een overzicht van Ecuadoraanse scheidsrechters die niet alleen actief zijn of waren in de Campeonato Ecuatoriano de Fútbol, maar daarnaast ook internationale wedstrijden leiden of hebben geleid.
- Marco Aguas
- Marcos Arrieta
- Orlando Barcia
- Rosendo Benalcazar
- Carlos Boanerges
- Jorge Bravo
- José Carpio
- Angel Cassinelli
- Jaime Coronel
- Carlos Delgado
- Segundo Díaz
- José Luis Espinel
- Wenceslao Espinoza
- Daniel Espinoza
- Francisco García
- Guillermo García
- Miguel García
- Pedro Giler
- Luis González
- Rafael Guerrero
- Ángel Guevara

- Samuel Haro
- Leonardo Hidalgo
- José Hurtado
- Alfredo Intriago
- Elias Jacome
- Rafael Antonio Jarrin
- Diego Lara
- Manuel Llerena
- Medardo Martínez
- Aquiles Mendiburo
- José Mendiburo
- Segundo Melo
- Charles Mendoza
- Danilo Molina
- Carlos Morales
- Byron Moreno
- Federico Muñoz
- Vincente Murrieta
- Jorge Orellana
- Luis Ortíz
- Jorge Ortíz

- Hugo Pillasagua
- Omar Ponce
- Adolfo Quirola
- Pedro Ramos
- Mauricio Reinoso
- Eduardo Rendón
- Alfredo Rodas
- Nelson Ruales
- Daniel Salazar
- Juan Hugo de Santis
- Medardo Serrano
- Moises Enrique Suarez
- Héctor Ramiro
- René Leonidas
- Luis Enrique Vasco
- Carlos Vera
- José Antonio Vera
- Enrique Vergara
- Milton Villavicencio
- Roger Zambrano

América de Quito · 
Aucas ·
Barcelona ·
Delfín ·
Deportivo Cuenca ·
Deportivo Macará ·
Fuerza Amarilla · 
Guayaquil City · 
Mushuc Runa	· 
El Nacional · 
Emelec ·
Independiente del Valle ·
Olmedo · 
LDU Quito ·
Técnico Universitario ·
Universidad Católica
1957 · 1958 · 1959 · 1960 · 1961 · 1962 · 1963 · 1964 · 1965 · 1966 · 1967 · 1968 · 1969 · 1970 · 1971 · 1972 · 1973 · 1974 · 1975 · 1976 · 1977 · 1978 · 1979 · 1980 · 1981 · 1982 · 1983 · 1984 · 1985 · 1986 · 1987 · 1988 · 1989 · 1990 · 1991 · 1992 · 1993 · 1994 · 1995 · 1996 · 1997 · 1998 · 1999 · 2000 · 2001 · 2002 · 2003 · 2004 · 2005 · 2006 · 2007 · 2008 · 2009 · 2010 · 2011 ·  2012 · 2013 · 2014 · 2015 · 2016 · 2017 · 2018 · 2019 · 2020 · 2021